# Bolesław Miś
Bolesław Wincenty Miś (ur. 16 kwietnia 1888 w Skawinie, zm. wiosną 1940 w Charkowie) – podpułkownik uzbrojenia Wojska Polskiego, działacz niepodległościowy, kawaler orderu „Virtuti Militari”, ofiara zbrodni katyńskiej.

## Życiorys
Urodził się 16 kwietnia 1888 w Skawinie, w ówczesnym powiecie wielickim Królestwa Galicji i Lodomerii, w rodzinie Wincentego i Agnieszki z Czopkiewiczów. Był starszym bratem Tadeusza (ur. 1892) i Mieczysława (1895–1916), także legionistów.
Od 1899 uczył się w Gimnazjum Świętej Anny w Krakowie, gdzie 20 września 1907 złożył maturę. W latach 1907–1912 studiował na Wydziale Prawa Uniwersytetu Jagiellońskiego. 16 marca 1914 złożył egzamin sądowy. W październiku 1912 wstąpił do Związku Strzeleckiego, w którym ukończył Szkołę Podoficerską i Szkołę Oficerską. Był także członkiem krakowskiego „Sokoła”.
4 sierpnia 1914 wstąpił do oddziałów strzeleckich. 13 września 1914 został wymieniony w sprawozdaniu komisarza wojskowego Departamentu Wojskowego Naczelnego Komitetu Narodowego w Nowym Targu. Przydzielony został do 3 pułku piechoty Legionów Polskich. 20 października 1914 został mianowany chorążym piechoty. Na froncie karpackim dowodził plutonem w 12. kompanii III batalionu. 14 marca 1915 awansował na podporucznika piechoty. 8 czerwca 1915 został ranny. Leczył się w Szpitalu Czerwonego Krzyża w Klużu (niem. Klausenburg), od 6 lipca w Szpitalu Fortecznym nr 1 w Krakowie, a od 18 sierpnia w Pieszczanach. We wrześniu 1915 wrócił do służby w macierzystym pułku i sprawował komendę nad plutonem w 10. kompanii. 1 listopada 1916 awansował na porucznika piechoty. Był komendantem 12. kompanii tego pułku. 5 kwietnia 1917 został wykazany jako uprawniony do odznaczenia austriackim Krzyżem Wojskowym Karola. Po kryzysie przysięgowym (lipiec 1917) służył w 3 pułku piechoty Polskiego Korpusu Posiłkowego. Po bitwie pod Rarańczą (15–16 lutego 1918) był poszukiwany przez I Ekspozyturę sądu c. k. 7 Komendy Generalnej. Dołączył do II Korpusu Polski w Rosji i walczył z Niemcami w bitwie pod Kaniowem (11 maja 1918). Uniknąwszy niewoli, prowadził tajną działalność organizacyjną wśród wojskowych Polaków w Kijowie i Moskwie. Po powrocie do kraju pracował w Sądzie Apelacyjnym.
25 października 1918 został przyjęty do Wojska Polskiego z zatwierdzeniem posiadanego stopnia porucznika. 8 listopada 1918 Rada Regencyjna mianowała go kapitanem ze starszeństwem z 12 października tego roku. Służył jako oficer do zleceń w Szkole Żandarmerii w Lublinie. Od 25 stycznia 1919 był dowódcą batalionu w 25 pułku piechoty, a od 23 lutego tego roku dowódcą baonu w 27 pułku piechoty. 13 marca 1919 został przeniesiony na stanowisko dowódcy Szkoły Rusznikarskiej przy Departamencie Artylerii Ministerstwa Spraw Wojskowych. 15 lipca 1920 został zatwierdzony z dniem 1 kwietnia 1920 w stopniu majora, w piechocie, w grupie oficerów byłych Legionów Polskich. 1 czerwca 1921 w dalszym ciągu pełnił służbę w Centralnej Szkole Rusznikarskiej, a jego oddziałem macierzystym był 36 pułk piechoty. 3 maja 1922 został zweryfikowany w stopniu majora ze starszeństwem od 1 czerwca 1919 i 2. lokatą w korpusie oficerów uzbrojenia, a jego oddziałem macierzystym był Okręgowy Zakład Uzbrojenia Nr 1. W latach 1923–1925 był przydzielony z OZU 1 do Departamentu III Artylerii i Uzbrojenia Ministerstwa Spraw Wojskowych na stanowisko kierownika referatu. 31 marca 1924 prezydent RP nadał stopień podpułkownika ze starszeństwem z dnia 1 lipca 1923 i 2. lokatą w korpusie oficerów uzbrojenia. W październiku 1925 został przeniesiony z OZU 1 do kadry oficerów korpusu artylerii z pozostawieniem w Departamencie III MSWojsk. na stanowisku referenta. Później został przydzielony do Inspekcji Technicznej Uzbrojenia. W listopadzie 1928 został przeniesiony do Głównej Składnicy Uzbrojenia nr 1 w Warszawie na stanowisko kierownika. W czerwcu 1930 ogłoszono jego przeniesienie do Głównej Składnicy Uzbrojenia nr 4 w Regnach na stanowisko zarządcy, lecz zarządzenie w tej sprawie zostało anulowane. We wrześniu tego roku został przeniesiony do 1 Okręgowego Szefostwa Uzbrojenia w Warszawie na stanowisko szefa uzbrojenia, a w październiku 1931 przeniesiony do Wojskowego Zakładu Zaopatrzenia Uzbrojenia na stanowisko inspektora składnic. W lipcu 1935 został zwolniony z zajmowanego stanowiska w Kierownictwie Zaopatrzenia Uzbrojenia i oddany do dyspozycji dowódcy Okręgu Korpusu Nr I. Z dniem 30 września tego roku został przeniesiony w stan spoczynku. Mieszkał w Warszawie na ul. Brackiej 23 m. 42, a następnie w Cytadeli, w budynku nr 4.
W nieznanych okolicznościach, po agresji ZSRR na Polskę, dostał się do niewoli sowieckiej. Przebywał w obozie w Starobielsku. Wiosną 1940 został zamordowany przez funkcjonariuszy NKWD w Charkowie i pogrzebany w bezimiennej zbiorowej mogile w Piatichatkach, gdzie od 17 czerwca 2000 mieści się oficjalnie Cmentarz Ofiar Totalitaryzmu w Charkowie. Figuruje na liście Gajdideja pod poz. 2065.
Był żonaty, miał troje dzieci: Annę (ur. 27 marca 1920), Stanisława (ur. 3 listopada 1921) i Marię (ur. 20 grudnia 1924).
5 października 2007 minister obrony narodowej Aleksander Szczygło mianował go pośmiertnie na stopień pułkownika. Awans został ogłoszony 9 listopada 2007 w Warszawie, w trakcie uroczystości „Katyń Pamiętamy – Uczcijmy Pamięć Bohaterów”.

## Ordery i odznaczenia
- Krzyż Srebrny orderu wojskowego „Virtuti Militari” nr 7350[1] – 17 maja 1922[36][37][38]
- Krzyż Niepodległości – 12 maja 1931 „za pracę w dziele odzyskania niepodległości”[39][2][40]
- Krzyż Walecznych czterokrotnie[41][42] (po raz 2, 3 i 4 „za czyny orężne w czasie bojów Legionów Polskich”[43])

25 czerwca 1938 Komitet Krzyża i Medalu Niepodległości ponownie rozpatrzył jego wniosek, lecz Krzyża Niepodległości z Mieczami nie przyznał. Był odznaczony lub przedstawiony do odznaczenia Orderem Odrodzenia Polski.